# Dichopogon
Dichopogon Kunth – rodzaj roślin z rodziny szparagowatych. Obejmuje pięć gatunków występujących w Australii, na Tasmanii i Nowej Gwinei.
Nazwa naukowa rodzaju pochodzi od greckich słów δίχα (dicha – podwójna) i  πηγούνι (pigouni – broda) i odnosi się do wyrostków obecnych u nasady nitek pręcików. W polskich słownikach XIX-wiecznych, a także w Słowniku polskich imion rodzajów oraz wyższych skupień roślin z roku 1900 pod redakcją Józefa Rostafińskiego rodzaj podawany był pod polską nazwą dwubród.

## Morfologia
PokrójWieloletnie rośliny zielne.
PędySkrócone kłącze z bulwami korzeniowymi lub włóknistymi korzeniami zwieńczonymi bulwami.
LiścieWzniesione, równowąskie do lancetowatych, siedzące.
KwiatyObupłciowe, promieniste, zebrane od 1 do 6 w każdym węźle w groniaste lub wiechowate kwiatostany. Szypułki rozpostarte do zwisłych, członowane blisko nasady kwiatu. Listki okwiatu wolne, rozpostarte do odgiętych, jasnoniebieskie do ciemnoniebieskich i fioletowych, w zewnętrznym okółku wąskie, w wewnętrznym eliptyczne do okrągłych. Sześć pręcików o nitkach nagich, u nasady z 2–4 gęsto owłosionymi wyrostkami. Pylniki dłuższe od nitek, równowąskie, pękające przez wzdłużne szczeliny. Zalążnia górna, trójkomorowa, zawierająca do 6 zalążków w każdej komorze.
OwocePękające komorowo torebki, nagie lub okryte okwiatem, zawierające czarne, kulistawe do kanciastych nasiona.

## Systematyka
Pozycja systematycznaRodzaj z grupy Arthropodium  w podrodzinie Lomandroideae rodziny szparagowatych (Asparagaceae). Przez niektórych botaników gatunek uznawany jest za synonim rodzaju stawonóżka (Arthropodium), od którego różni się nieowłosionymi nitkami pręcików.
Wykaz gatunków
- Dichopogon capillipes (Endl.) Brittan
- Dichopogon fimbriatus (R.Br.) J.F.Macbr.
- Dichopogon preissii (Endl.) Brittan
- Dichopogon strictus (R.Br.) Baker
- Dichopogon tyleri Brittan